# 梁育帅
梁育帅（2000年9月10日—），中国男子跆拳道运动员，曾获得2019年世界军人运动会男子58公斤级银牌、2022年亚洲跆拳道锦标赛男子63公斤级银牌、2022年世界跆拳道锦标赛男子63公斤级金牌、2024年夏季奥林匹克运动会男子68公斤级銅牌。